# Prosopocera bamakai
Prosopocera bamakai es una especie de escarabajo longicornio del género Prosopocera, categorizada en la tribu Prosopocerini, de la subfamilia Lamiinae. Fue descrita por Lepesme & Breuning en 1953.

## Descripción
Mide 14-18 mm de longitud.

## Distribución
Se distribuye por Costa de Marfil, Gabón y República de Sudáfrica.